# Grave Encounters (film)
Grave Encounters − kanadyjski horror nakręcony w konwencji mockumentary, czyli paradokumentu. Światowa premiera filmu w reżyserii duetu The Vicious Brothers odbyła się 22 kwietnia 2011 roku. W 2012 r. powstała druga część filmu, Grave Encounters 2.

## Obsada
- Sean Rogerson - Lance Preston
- Juan Riedinger - Matt White
- Ashleigh Gryzko - Sasha Parker
- Mackenzie Gray - Houston Gray
- Merwin Mondesir - T.C. Gibson
- Shawn MacDonald - Morgan Turner
- Michele Cummins - duch
- Ben Wilkinson - Jerry Hartfield
- Luis Javier - ogrodnik
- Arthur Corber - dr Friedkin
- Bob Rathie - Kenny Sandivol

## Opis fabuły
Ekipa badaczy zjawisk nadprzyrodzonych z telewizyjnego show „Grave Encounters” postanawia nakręcić odcinek dotyczący opuszczonego szpitala psychiatrycznego w Collingwood, słynącego z niewyjaśnionych zjawisk. Łowcy duchów zamykają się w szpitalu na jedną noc licząc na nagranie zjawisk paranormalnych. Okazuje się, że budynek jest samoistnym, żyjącym bytem, a wydostanie się z niego jest niemożliwe.